# Scooby-Doo! e il mistero del granturco
Scooby-Doo e il mistero del granturco (Scooby-Doo! Spooky Scarecrow) è un episodio speciale in DVD della serie animata Scooby-Doo. È preceduto da Scooby Doo - In vacanza con il mostro. Questi episodi speciali sono stati creati con l'utilizzo della tecnica d'animazione usata anche negli ultimi film in DVD della serie. Ad esso segue Scooby-Doo! La minaccia del cane meccanico.

## Trama
La gang decide di passare Halloween a Crobb Corners, una suggestiva cittadina in cui i festeggiamenti si fanno in grande. Purtroppo, però, la Mystery Inc. si trova nel bel mezzo di una disputa tra cittadini e il sindaco causata dall'apparizione della leggenda del luogo, lo spaventapasseri Cornfield Clem, il quale minaccia il paese.